# Småtjärnarna (Lits socken, Jämtland, 702748-145654)
Småtjärnarna är en sjö i Östersunds kommun i Jämtland och ingår i Indalsälvens huvudavrinningsområde.